# St. Aloysius Senior Secondary School
La St. Aloysius Senior Secondary School è una scuola mista cattolica situata nella città di Jabalpur, Madhya Pradesh, in India. È affiliata al Central Board of Secondary Education. Fondata nell'anno 1868, è una delle scuole più antiche dell'India.
Patrono è San Luigi Gonzaga.
Nel 1858 p. Thevenet (diocesi di Nagpur) ottenne un pezzo di terra dalle autorità militari e costruì una cappella temporanea che fu benedetta il 22 giugno 1858. P. Amedee Delalex avviò la scuola esclusivamente per ragazzi in quella chiesa nel 1868. La sezione primaria della scuola è stata riconosciuta nell'anno 1873 e le lezioni si sono svolte nel nuovo edificio della chiesa, costruito nello stesso anno. La sezione centrale della scuola fu riconosciuta nel 1884 dal governo britannico. L'attuale edificio fu eretto da p. Thevenet per ospitare la scuola per gli europei ed è stato successivamente esteso anche agli indiani. La scuola iniziò a ospitare studenti europei nel 1887.
La scuola ha un sistema coeducativo che segue le norme ed i programmi stabiliti dal Consiglio Centrale dell'Istruzione Secondaria. Il mezzo di condotta è rigorosamente inglese.
La scuola ha una politica di ammissione aperta, fatta esclusivamente sulla base del merito. Normalmente l'ammissione a Pre-KG avviene nei mesi di dicembre e gennaio. Al momento dell'ammissione a Pre-KG, il bambino dovrebbe aver compiuto 4 anni.